# Ali Khan (Entertainer)
Ali Khan (bürgerlich Ali Haydar Wilhelm Halmatoglu; * 20. März 1954 in München) ist ein deutscher Fernseh- und Radiomoderator, Kabarettist und Rockschlagzeuger.

## Leben
Ali „Khan“ Halmatoglu ist der Sohn eines Iraners und einer Südtirolerin. Sein Vater starb, als er sechs Jahre alt war. Er wuchs mit einer Schwester zusammen in München auf, wo seine Familie bis 1965 im Stadtteil Laim wohnte und wo er die Grundschule in der Schrobenhausener Straße besuchte. Nach der Grundschule wechselte er auf das Pasinger Max-Planck-Gymnasium.
Er besuchte von 1958 bis 1962 in München die Ballettschule Eisfeld. Als Kind hatte er 1960 eine Hauptrolle in Entführung und war 1961 in Endgültig zu sehen. Zudem fungierte er 1961 auch für Werbeproduktionen (Bäckerblume, Penaten-Creme u. a.). Mit 17 Jahren verließ er das Gymnasium, um in Berlin als Schlagzeuger der Krautrock-Band Mythos sein erstes eigenes Geld zu verdienen. Er finanzierte Studioproduktionen und Tourneen unter anderem der 1973 gegründeten Deutschrockgruppe Bullfrog, bei der er kurz bei Gründung und beim dritten Album nochmals kurz selbst Schlagzeug spielte. Bis 1981 spielte er als Schlagzeuger in verschiedenen Bands.
1980 lernte er Lisa Fitz kennen. Die beiden heirateten binnen 14 Tagen. Die Heirat mit Ali Khan „führte zu einem Aufschrei in Fitz' Fan-Gemeinde wegen dessen persischer Abstammung“. Daraufhin schrieb sie ihren Song Mein Mann ist Perser, ein ganz perverser … (1981). „Uncredited“ war er im Jahr der Hochzeit auch in Rainer Erlers Fernsehkomödie Mein Freund, der Scheich, in dem Fitz die „Fanni“ spielte. Während der Ehe war er als Co-Autor und Kabarettist an Fitz' Bühnenprogrammen Die heilige Hur, Heil, LadyBoss, Geld macht geil, Kruzifix und anderen beteiligt.
Ab 1985 betrieb er 15 Jahre lang die Musik- & Kabarettagentur Das MusikBüro. Von 1985 bis 1987 war er Schlagzeuger bei Stranzinger und absolvierte eine Schauspielausbildung an der Schauspielschule Zerboni. Er spielte am Münchner Volkstheater u. a. in Der Bockerer mit Otto Schenk. Auch nach der Trennung von Fitz im Jahr 1989 arbeitete er weiterhin für sie. Unter anderem begleitete er sie gesanglich und als Percussionist bei einigen Titeln ihres Albums Loonatic.
1996 lieferte Ali Khan mit dem Titel BombenStimmung sein erstes Kabarett-Soloprogramm und begann als Lifecoach zu arbeiten. Bekanntheit erfuhr er vor allem durch seine Fernsehshows. 1995/96 entstanden 50 Folgen seiner TV-Show SpeziAli (RTL). Von 1996 bis 2002 sendete tv.münchen 1000 Folgen der Ali Khan Show, eine tägliche Call-in-Show mit Livegästen. Der Sender 9Live strahlte seine Call-in-Gewinnshow Alles auf Rot aus, in der er das Publikum mit Hütchenspielen, Kartenspielen etc. unterhielt, und auf PRO7, SAT.1 und 9Live war ab 2007 seine Sendung Biber Lars Vegas zu sehen, ebenfalls eine Call-in-Gewinnshow mit einer animierten Zeichentrick-Biber-Figur. Auf dem privaten Hörfunksender NRJ 93.3 hatte er 2001 mit Khan’s Outlaw Radio eine eigene Sendung.
Zusammen mit dem Münchner Komikerduo Erkan und Stefan entstand 1998 die Maxi-CD Erkan & Stefan vs. Ali Khan – Krass. In Michael Herbigs Filmkomödie Erkan & Stefan (2000) hatte er einen Gastauftritt.
2008 gründete Ali Khan mit dem Investor Rudolf C. King nach Genehmigung des Medienrats der Bayerischen Landeszentrale für neue Medien (BML) den lokalen Internetfernsehsender Ali Khan TV. Medienbetreiber war King, Medienverantwortlicher war Ali Khan. Auf dem Sender wurden bis 2009 an die 500 Folgen seiner Talkshow mit dem Titel Ali Khan Show gezeigt. 2009 veräußerte Ali Kahn 13,7 % seiner Gesellschaftsanteile an eine Investmentgesellschaft, die dafür dem Sender für Expansionsabsichten bis einschließlich 2011 einen hohen sechsstelligen Betrag zur Verfügung stellte. Der Sender besteht nicht mehr. Im Jahrbuch 2011/2012 Landesmedienanstalten und privater Rundfunk in Deutschland warAlikhan.tv noch als lokaler Internetsender erfasst.
Ab 2005 sendete Radio Charivari 95.5 München die Ali Khan Radioshow. Unter anderem berichtete er in dieser 2005 aus dem Big Brother-Container über René Weller, Cornelia Corba, u. a. Insgesamt entstanden bei Charivari 1500 Folgen seiner Sendung, bis seine Sendung Ende 2012 abgesetzt wurde. 2010 trat er dienstags im Rohrer & Brammer mit dem Bühnenprogramm „Hubschraubergespräch“ auf.
Seit 2011 lädt er in seine Sendung Khan’s Hummer Talk on SKY auf Motorvision TV in sein mobiles TV-Studio ein. 2013 widmete sich Ali Khan dem Verfassen seiner autobiographischen Kurzgeschichten BitterSweet und schrieb sein zweites Kabarett-Soloprogramm TourEtteTour. Ebenfalls 2013 begann er seine Serie Münchener Helden für das Münchner Stadtportal muenchen.de zu drehen und startete seinen Blog kingdomofkhan. Ab Ende 2015 tourte er mit dem Soloprogramm Huresohn, danach ToretteTour.
Livemoderationen (Auszug): VW & AUDI Days, Faschingsprinz der Landeshauptstadt München, Wal-Mart, Rocky Horror Picture Show (Narrator), German Speaker Association (Freie Rede).
Er arbeitete als Gastautor der von Michael Sailer, Moses Wolff und Jaromir Konecny gegründeten wöchentlichen Lesebühne Schwabinger Schaumschläger Show und moderierte viele Münchner Veranstaltungen, beispielsweise Bundesligaspiele der Dameneishockeymannschaft ERSC Twisters Ottobrunn. In der Bundesligasaison 2015 war er auch Stadionsprecher der München Rangers im Dantestadion.
2017 begann er als CCO bei dem Start-up-Unternehmen SwiftAlarm! Notrufsysteme zu arbeiten, wo er seit 2018 als Geschäftsführer für den deutschen Markt fungiert. 2018 gründete er auch seine Initiative „Rock Against Rape“ und war im Wechsel mit Sky du Mont als Erzähler bei den Aufführungen der Rocky Horror Show im Deutschen Theater München engagiert. Im gleichen Jahr gründete er auch mit Paul Rose (Best Guitarist UK 2017/2018) und Raoul Walton (Bass) die Band Rose Khan Walton.
Aus der Ehe mit Lisa Fitz stammt der Kabarettist und Musiker Nepo Fitz. Zudem ist er Vater von zwei Töchtern.

## Shows
- 1994–1995: SpeziAli (RTL)
- 1996–2002: Ali Khan Show (tv.münchen)
- 2002–2003: Radio 93.3 NRJ (Khan`Outlaw Radio)
- 2005–2012: Ali Khan Radioshow (95. Charivari)
- 2009–2011: Alikhan.tv (Limited)
- 2020 Ali Khan Show (www.alikhanshow.com)
- 2021 Ali Khan Show (ONE MUSIC TV)

## Bühnenprogramme
- 1996: „BombenStimmung.“
- 2010: „Hubschraubergespräch.“
- 2013: „TourEtteTour. Stories – Words – Drums.“
- 2015: „Huresohn.“

## Diskografie
- 1996: Bomben-Stimmung (CD, WortArt; aufgenommen im Oktober 1995 im Wirtshaus im Schlachthof, München)
- 2011: Alright Now (Single, Ability Music)

mit seiner Hardrock-Band A.L.I. (dort Bandleader, Schlagzeuger, Keyboarder und Komponist):
- 1985: A.L.I. – Thanx! (Maxi-CD/EP, ZYX Music)
- 1990: A.L.I. – Big Deal (Album, Moro)
- 1992 Fruchtfleisch (CD)

mit Erkan & Stefan:
- 1998: Erkan & Stefan vs. Ali Khan – Krass (Maxi-CD, ZYX Music)

mit Lisa Fitz:
- 2015: Lisa Fitz & Ali Khan – Kruzifix (Album, Van Tastik)
- ferner Unterstützung als Ideengeber, Backgroundsänger und Percussionist bei einigen Titeln früherer Fitz-Alben: Heilige Hur, LadyBoss Michael Fitz CD Gefühlsecht
- Nepo Fitz FETT (CD)

Samplerbeiträge:
- 2008: Sis owei noh (Komposition: Andy Fraser), Samplerbeitrag zu Servus München. Einfach guade Musik. (Samplerbeitrag, Inland Records (Edel))

(Servus München war ein Benefizprojekt-Album unter der Patenschaft von Oberbürgermeister Christian Ude anlässlich des 850. Geburtstags der Stadt München zugunsten der Straßenzeitung BISS; weitere Interpreten waren: Servus München AllStars (alle zusammen), Spider Murphy Gang, Fredl Fesl, Werner Schmidbauer, Schorsch & de Bagasch, Roland Hefter, Bruno Jonas, Herbert und die Pfuscher, Willy Astor, Claudia Koreck, Bimey Oberreit, Willi Augustin, Derbys, Hanse Schoierer und Steamy Dumplings.)
als Bandmitglied:
- mit Bullfrog (dort Schlagzeuger):
  - 1980: Second Wind (Album, Musk Project/Nash-Records; 2012: Sireena Records)
  - 1981: HYDRA
  - 1982 NATION
  - 1995 Hydra Connection
  - 1996 Torture Squad
  - 2018: Kingsized